# Air Italy
Air Italy (före 1 mars 2018 Meridiana) var Italiens andra största flygbolag efter Alitalia. De hade sitt huvudkontor i Olbia på Sardinien
Flygbolaget startade som Alisarda den 29 mars 1963 av Aga Khan IV, prins Karīm al-Hussaynī. Företaget bytte namn till Meridiana den 3 maj 1991. Efter en fusion med det tidigare bolaget Air Italy, blev det nya flygbolagets namn Air Italy från och med den 1 mars 2018. Den 11 februari 2020 slutade Air Italy flyga.  

## Destinationer
Nationellt flyger man till Bergamo, Bologna, Cagliari, Catania, Florens, Lamezia Terme, Milano-LIN, Milano-MXP, Neapel, Olbia, Palermo, Pantelleria, Rom-FCO, Torino, Trapani, Trieste, Verona och Venedig.
Internationellt flyger man till Amsterdam, Barcelona, Chişinău, Helsingfors, London-LGW, Madrid, Mykonos, Paris-CDG, Pristina och Santorini.
I samarbete med Eurofly flyger man till Fuerteventura, Kairo, Dakar-Blaise Diagnes flygplats, Malé, Mauritius, Mombasa, Moskva-DME, New York-JFK, Seychellerna och Teneriffa-TFS.